# Trichomanes chamaedrys
Trichomanes chamaedrys là một loài thực vật có mạch trong họ Hymenophyllaceae. Loài này được Taton miêu tả khoa học đầu tiên.